# 부산예술회관
부산예술회관은 부산광역시 남구 용소로 78에 있는 문화 예술 공연장이다. 2011년 3월 3일 개관하였다.

## 연혁
- 2014년 01. 01 ~ 12. 31 예술아카데미 운영
- 2014년 01. 01 ~ 12. 31 예술부산 월간발간